# Келмецую
Келмецую (рум. Călmățuiu) — село у повіті Телеорман в Румунії. Адміністративний центр комуни Келмецую.
Село розташоване на відстані 111 км на південний захід від Бухареста, 37 км на захід від Александрії, 92 км на південний схід від Крайови.

## Населення
За даними перепису населення 2002 року у селі проживали 894 особи, усі — румуни. Усі жителі села рідною мовою назвали румунську.
Станом на 1 грудня 2021 року у селі проживало 591 особа. З них чоловіків — 278 осіб, жінок — 313 осіб.